# Reuben Fine
Reuben Fine (ur. 11 października 1914 w Nowym Jorku, zm. 26 marca 1993 w Nowym Jorku) – amerykański arcymistrz, czołowy szachista świata w latach 30. XX wieku.

## Życiorys
Tajniki gry w szachy na wysokim poziomie poznał w Klubie Szachowym Marshalla w Nowym Jorku. W 1933 roku zadebiutował w reprezentacji Stanów Zjednoczonych na olimpiadzie szachowej w Folkestone. Na trzeciej szachownicy zdobył srebrny medal. Reprezentował USA na dwóch następnych olimpiadach w Warszawie (1935) i Sztokholmie (1937). We wszystkich trzech olimpiadach drużyna amerykańska zdobyła złote medale, w Sztokholmie Fine zajął pierwsze miejsce na drugiej szachownicy.
W ostatnich latach przed II wojną światową Fine odniósł największe sukcesy. Na turnieju w Nottingham w 1936 roku podzielił trzecie miejsce z Paulem Keresem i Samuelem Reshevskym, za Jose Raulem Capablanką i Michaiłem Botwinnikiem, a przed mistrzem świata Maksem Euwem, Aleksandrem Alechinem i Emanuelem Laskerem. Był sekundantem Euwego w meczu o mistrzostwo świata z Alechinem w 1937 roku. W tym roku wygrał wraz z Keresem turniej w Margate, wyprzedzając Alechina. W 1938 roku również wspólnie z Keresem zwyciężył w słynnym turnieju AVRO w Holandii, wyprzedzając aktualnego mistrza świata Alechina, byłych mistrzów Capablankę i Euwego oraz przyszłego mistrza świata Botwinnika. Ta seria znakomitych rezultatów spowodowała, że był jednym z najpoważniejszych kandydatów do meczu o mistrzostwo świata z Alechinem.
W czasie wojny Fine pracował dla Marynarki Wojennej USA. Szacował prawdopodobieństwo występowania niemieckich U-Bootów w określonych akwenach. Wydał dwie książki poświęcone szachom, Modern Chess Openings (Nowoczesne otwarcia szachowe) w 1939 roku i Basic Chess Endings (Podstawowe pozycje gry końcowej) w 1941 roku. Po wojnie rozpoczął studia w zakresie psychologii. Po śmierci Alechina otrzymał zaproszenie do turnieju mającego wyłonić następnego mistrza świata w 1948 roku, jednak nie zdecydował się na udział w tym turnieju. Na jego decyzję być może miały wpływ przegrane mini-mecze z Izaakiem Bolesławskim i Keresem w 1945 i 1946 roku. Fine wydawał się zmęczony szachami turniejowymi, coraz bardziej zajmowała go psychologia. W 1949 roku rozegrał remisowy mecz z Mieczysławem Najdorfem. Dwa lata później zajął czwarte miejsce na turnieju w Nowym Jorku, za Reshevskym, Euwem i Najdorfem. Był to ostatni jego występ w turnieju międzynarodowym. Poświęcił się pracy naukowej, ukończył studia na Uniwersytecie Południowej Kalifornii, uzyskując tytuł doktora psychologii. W 1956 roku opublikował w naukowym periodyku artykuł Psychoanalytic Observations on Chess and Chess Masters, który następnie rozwinął w większe opracowanie pod tytułem The Psychology of the Chess Player (Psychologia szachisty). Przez wiele lat zajmował się psychologicznymi aspektami gry w szachy, jednak w świecie szachowym bardziej cenione są jego podręczniki wydane podczas wojny.
Według retrospektywnego systemu Chessmetrics, pomiędzy październikiem 1940 a marcem 1941 zajmował 1. miejsce na świecie, wyprzedzając takich zawodników jak Michaił Botwinnik, Aleksandr Alechin czy Paul Keres.